# Santiagokathedraal
De Santiagokathedraal is een katholieke kathedraal in de Spaanse stad Bilbao. In 1950 werd de kerk officieel verheven tot kathedraal. De oorsprong van de huidige kathedraal is waarschijnlijk te vinden rond het jaar 1300, toen Bilbao niet meer was dan een kleine gemeenschap van vissers.
De tempel is gebouwd ter ere van de apostel Jacobus (Santiago in het Spaans). Bilbao en de kathedraal liggen op de pelgrimsroute naar Santiago de Compostella.
De architectuur van het gebouw is een mengsel van 15e-eeuwse gotiek en invloeden van neogotiek.
In de loop van de jaren zijn in verschillende wanden van de kathedraal teksten en figuren aangebracht door pelgrims.